# ジ・ジェット・エイジ・オブ・トゥモロー
ジ・ジェット・エイジ・オブ・トゥモロー（The Jet Age of Tomorrow）とは、アメリカ合衆国の2人組音楽プロデューサーチームである。別名のジ・スーパー・スリー（The Super 3）という名前でも活動していた。主に、ヒップホップグループOdd Futureへの楽曲提供を行っている。

## メンバー
- マット・マーシャンズ (Matt Martians)

タイラー・ザ・クリエイター率いるヒップホップグループOdd Futureに所属している。
- ハル・ウィリアムズ (Hal Williams)

アトランタのヒップホップグループ"NRK"に所属している。

## ディスコグラフィー
主なリリース
- Voyager (2010)
- Journey to the 5th Echelon (2011)
- JellyFish Mentality (2013)
- God's Poop or Clouds? (2017)

Odd Future
- The Odd Future Tape Vol. 2 (2012)